# Соловей Іван Прокопович
Іван Прокопович Соловей (11 вересня 1898, Рудівка, Прилуцький повіт, Полтавська губернія — 15 липня 1937) — український радянський діяч вищої освіти. Декан факультету політичної освіти Харківського інституту народної освіти, директор Всеукраїнського інституту комуністичної освіти в 1929—1935 роках. Був звинувачений у контреволюційній терористичній діяльності та засуджений до розстрілу. У 1958 році був реабілітований.

## Життєпис
Іван Соловей народився 11 вересня 1898 року в селі Рудівка Прилуцького повіту Полтавської губернії. Здобув неповну вищу освіту, трудовий шлях почав учителем молодших класів. Згодом став викладати в Сумському педагогічному технікумі. У вересні 1927 року очолив факультет політичної освіти в Харківському інституті народної освіти, ставши його другим деканом. Іван Соловей провів остаточне корегування навчального плану факультету, займався розробкою програми та графіку практик, сприяв поліпшенню матеріального стану відділення. Керівництво Народного Комісаріату освіти УСРР відмітило його вдале керівництво на посаді декана, тому після того, як факультет було перетворено на окремий Харківський інститут політичної освіти, Іван Соловей став його директором. Він продовжував залишатися на посаді після перетворення вишу в 1930 році в Харківський інститут комуністичної освіти, а через рік  —у Всеукраїнський інститут комуністичної освіти.
Під час керівництва Солов'я була запроваджена аспірантура при кафедрі бібліотекознавства в 1931 році. Також директор дбав про інфраструктуру вишу, так з його ініціативи був відкритий у тому ж році дитячий будинок-інтернат для дітей студентів закладів вищої освіти в селищі Високий. У 1934 році інститут отримав власну їдальню, а перед початком 1934/35 навчального року був проведений капітальний ремонт навчальних приміщень та гуртожитків — у них для підвищення комфорту мешканців, були запроваджені буфети та розміщені установки «Титан» з постійною наявністю окропу.
Інститут протягом директорства Солов'я тричі визнавався найкращим закладом вищої освіти в системі Народного комісаріату освіти УСРР, а також неодноразово преміювався за високі результати на Всесоюзних змаганнях вишів. Дослідниця Надія Бабкова зазначала, що Іван Соловей «сформував викладацький штат із відомих та високо кваліфікаційних спеціалістів». Так, за його директорства в інституті працювали: Петро Демчук, Володимир Свідзінський, Микола Сіяк та Володимир Юринець.
Сам Іван Соловей своєю заслугою називав зростання кількості студентів на факультеті, а потім і в інституті, приблизно на 500—700 людей у рік. Так, 1927 року на факультеті політичної освіти навчалося 180 студентів, а 1935-го у Всеукраїнському інституті комуністичної освіти — 1800 без урахування слухачів вечірніх факультетів. Також Соловей зазначав поліпшення майнового забезпечення з 3 тисяч карбованців у 1927 році до 15 мільйонів карбованців у 1935 році.
Іван Соловей був звільнений з посади директора у 1935 році, наступного року він очолив міський відділ освіти в Харкові. Залишався на посаді до арешту 18 січня 1937 року. Його обвинувачували за статтями 548, 5411 Кримінального кодексу Української СРР 1927 року за участь у «контрреволюційній терористичній організації». Для подальшого розгляду справи обвинувачений був направлений до Києва в розпорядження Управління державної безпеки НКВС УРСР. 15 липня 1937 року Воєнна колегія Верховного суду СРСР винесла вирок, у якому визнала Івана Солов'я винним у скоєнні злочинів, передбачених статтями 548, 5411 КК УСРР 1927 року, та засудила його до найвищої міри покарання (розстрілу) з конфіскацією всього особистого майна. Був розстріляний того ж дня після винесення вироку в Києві.
Івана Солов'я було повністю реабілітовано 15 лютого 1958 року завдяки клопотанням його вдови.